# Lijst van Hettitische koningen
De datering en volgorde van de Hettitische koningen is samengesteld uit fragmentarische stukken, en alle data hier geven zijn benaderingen, gebaseerd op overeenkomsten tussen bekende tijdslijnen van buurstaten. Er is maar weinig bekend over de heersers tijdens de periode van het Midden Koninkrijk. De volgorde en data volgen grotendeels Bryce (1998). McMahan (1989) geeft Hattusili II en Tudhaliya III in omgekeerde volgorde. Onder andere Bryce gebruikt geen aanduiding voor het Midden Koninkrijk. In plaats daarvan eindigt bij hem het Oude Koninkrijk met Muwatalli I en begint het Nieuwe Koninkrijk met Tudhalija I. Evenmin wordt Tudhaliya "de Jongere" over het algemeen opgenomen in de lijst van Hettitische koningen, aangezien hij vermoord werd toen zijn vader Tudhaliya II stierf.

## Hettitische koningen

### Hattisch
- Pamba 23e eeuw - koning van Hatti
- Pithana vroeg 18e eeuw - koning van Kussara, veroveraar van Neša
- Piyusti 18e eeuw - koning van Hatti, verslagen door Anitta
- Anitta, zoon van Pithana, midden 18e eeuw, koning van Kussara, vernietiger van Hattusa
- (Tudhaliya)
- (PU-LUGAL-ma)

### Oude Koninkrijk
- Labarnas I ca. 1680–1650. Traditioneel gezien als de stichter, maar wellicht legendarisch
- Labarnas II (Hattusili I) c. 1650–1620. Wellicht de eerste heerser die Hattusa bezette
- Mursili I ca. 1620–1590
- Hantili I ca. 1590–1560
- Zidanta I ca. 1560–1550
- Ammuna ca. 1550–1530
- Huzziya I ca. 1530–1525
- Telepinu ca. 1525–1500

### Middel Koninkrijk
- Alluwamna
- Tahurwaili
- Hantili II
- Zidanta II
- Huzziya II
- Muwatalli I

### Nieuwe Koninkrijk
- Tudhaliya I ca. 1430-1400 (?)
- Arnuwanda I ca. 1400-1360 (?)
- Tudhaliya II ca. (?)-1344
- Hattusili II (?)
- Tudhaliya III "de Jongere"
- Suppiluliuma I ca. 1344-1322
- Arnuwanda II ca. 1322-1321
- Mursili II ca. 1321-1295
- Muwatalli II ca. 1295-1272
- Urshi-Teshub/Mursili III ca. 1272-1267
- Hattusili III ca. 1267-1237
- Tudhaliya IV ca. 1237-1209 (Kurunta ca. 1228/7)
- Arnuwanda III ca. 1209-1207
- Suppiluliuma II ca. 1207-1178